# Arteră vaginală
Artera vaginală este o arteră la femeiecare furnizează sânge vaginului și bazeivezicii urinare.

## Anatomie

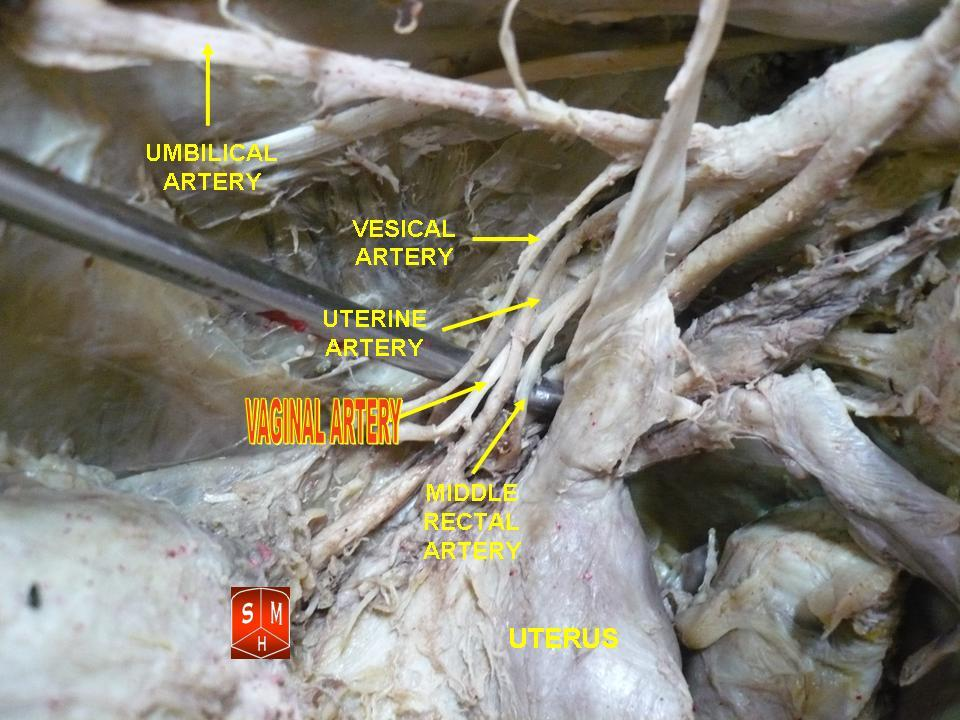
Artera vaginală

Artera vaginală este de obicei o ramură a arterei iliace interne .   Unele surse spun că artera vaginală poate apărea din artera uterină, dar sintagma ramuri vaginale ale arterei uterine este termenul utilzat pentru desemnarea furnizări de sânge către vagin provenind din artera uterină. 
Artera vaginală este frecvent reprezentată de două sau trei ramuri. Acestea coboară spre vagin, alimentându-i membrana mucoasă. Se anastomozează cu ramuri din artera uterină.  Poate trimite ramuri către bulbul vestibulului, fundului vezicii urinare și o parte a rectului.

## Fiziologie
Artera vaginală furnizează sânge oxigenat peretelui muscular al vaginului, împreună cu artera uterină și artera pudendală internă.  De asemenea, furnizează sânge și  colului uterin, împreună cu artera uterină. 

## Istorie
În unele texte se consideră că artera vezicală inferioară se găsește numai la bărbați și că această structură la femei este o arteră vaginală.

## Alte animale
La cai, artera vaginală poate sângera după naștere, putând provoca moartea. 